# RIF规则
RIF规则是一个连珠开局规则。它是国际连珠联盟（RIF）在1996年审定的开局规则，来替代交换规则。在1996年到2008年间，RIF规则作为世界连珠锦标赛的正式规则使用。

## 规则介绍
RIF规则的详细开局流程如下：
- 假黑方将3颗棋子（2颗黑子、1颗白子）摆放在棋盘上，需要符合26种连珠开局之一。
- 假白方选择自己与对方的棋子颜色（即：白方有权交换）。
- 交换后的白方在棋盘的空点处落下第4手。
- 黑方为第5手棋选择两个打点。这两个打点不能对称。白方在两个打点中，选择一个点，作为最终的第5手。然后，白棋落下第6手棋。
- 当第5手棋选择完成后，开局规则结束。

在前3手棋时，不允许棋手使用pass权利。

## 简要说明
对于顶尖棋手来说，RIF规则提供了非常有限的平衡开局（如疏星、瑞星开局）。考虑到计算机技术的提高，经过若干年的研究，非常显然，开局规则需要被更新。在这种情况下，在2008年，山口规则被采用，作为RIF正式比赛的规则。同时，也有一些其他规则得到了RIF的承认。

## 相关比赛
在1996到2007年间，RIF规则被作为世界连珠锦标赛、世界连珠团体锦标赛以及大多数其他比赛的官方规则。现在它主要被用于初学者的比赛。